# Gomadingen
Gomadingen est une commune de Bade-Wurtemberg (Allemagne), située dans l'arrondissement de Reutlingen, dans la région Neckar-Alb, dans le district de Tübingen.
Pendant le Troisième Reich, le centre d'extermination nazi de Grafeneck était situé à proximité.